# Sound of Noise
Sound of Noise es una película de 2010 escrita y dirigida por Ola Simonsson y Johannes Stjärne Nilsson. Cuenta la historia de un grupo de músicos que tocan ilegalmente música dentro de varias instituciones en una ciudad. El título viene de The Art of Noises de Luigi Russolo.

## Sinopsis
Músicos anarquistas tocan en un hospital con un paciente como batería, en un banco, y en la calle con máquinas de construcción como instrumentos.

## Elenco
- Bengt Nilsson como Amadeus Warnebring.
- Sanna Persson como  Sanna Persson.
- Magnus Börjeson como Magnus.
- Marcus Haraldson Boij como Marcus.
- Fredrik Myhr como Myran.
- Anders Vestergård como Anders.
- Johannes Björk como Johannes.
- Sven Ahlström como Oscar Warnebring.
- Ralph Carlsson como Hagman.
- Paula McManus como Colette.
- Peter Schildt como policía.
- Pelle Öhlund como Sanchez.
- Dag Malmberg como Levander.
- Björn Granath como director de hospital.
- Anders Jansson como Bosse.